# Saint-Baudille-et-Pipet
Saint-Baudille-et-Pipet là một xã của tỉnh Isère, thuộc vùng Rhône-Alpes, đông nam nước Pháp.